# ولاية بيروت
ولاية بيروت ولاية عثمانية أنشئت عام 1888 لتضم المنطقة الساحلية من سوريا الممتدة من اللاذقية حتى شمال يافا. تحد هذه الولاية من الشرق ولايتا حلب ودمشق. ضمت هذه الولاية عند إنشائها متصرفية جبل لبنان إضافة إلى خمسة سناجق فصلت عن ولاية دمشق هي:
- سنجق بيروت
- سنجق طرابلس الشام
- سنجق عكا
- سنجق اللاذقية
- سنجق نابلس

كتب الأمير شكيب أرسلان يصف إقامة ولاية بيروت:

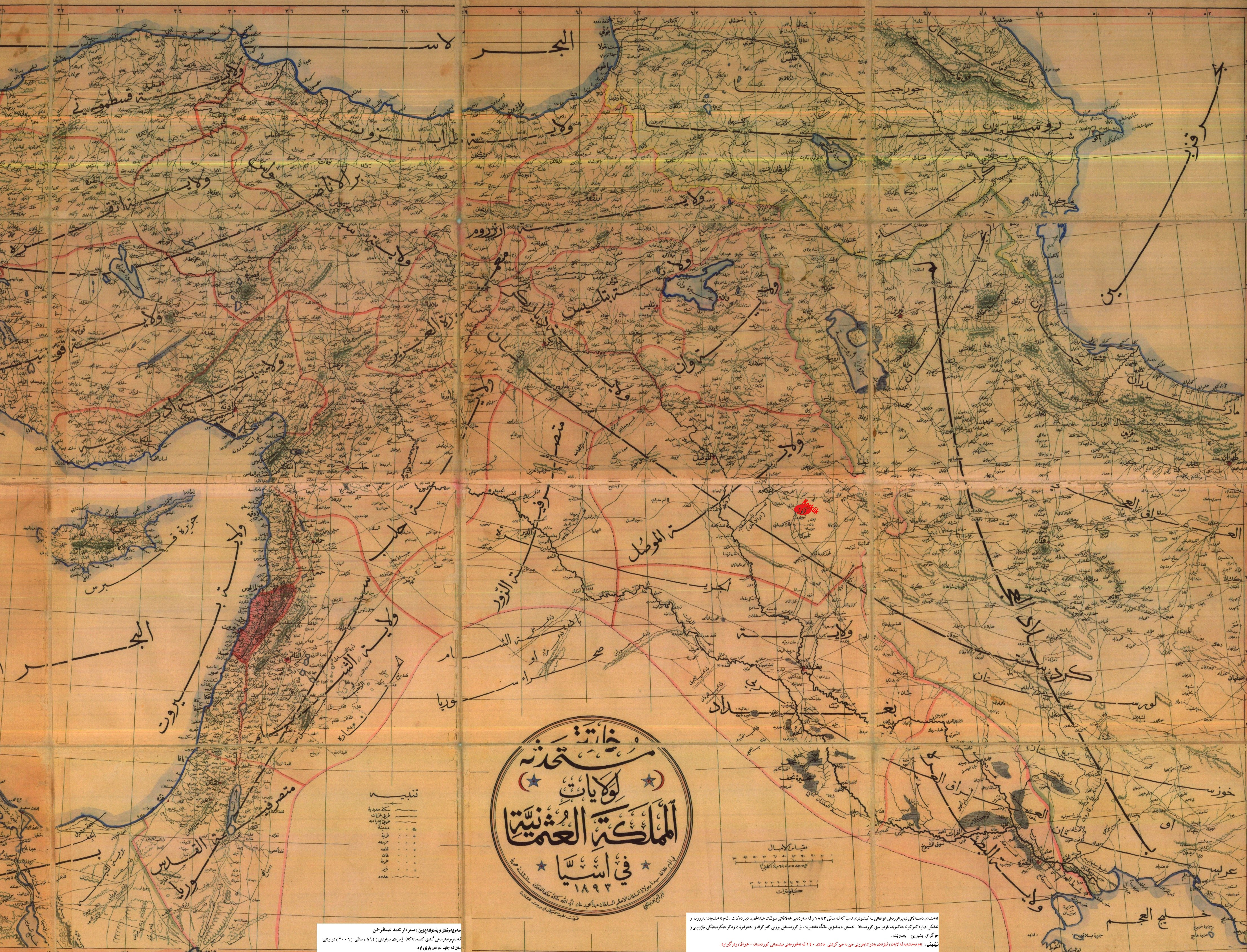
ولاية بيروت في خارطة الولايات العثمانية في المشرق العربي وشرق الأناضول

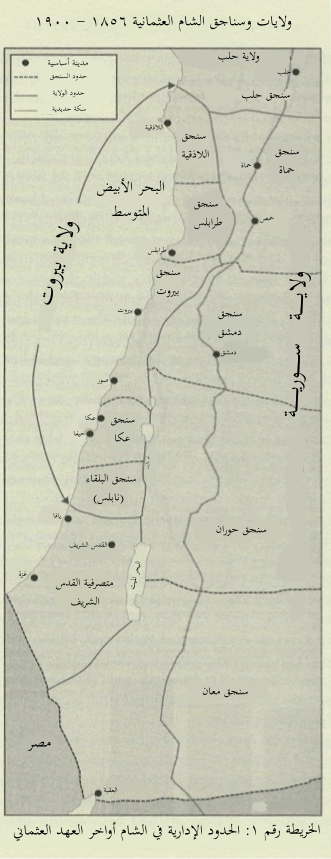
التقسيم الإداري في أواخر الحكم العثماني لولاية بيروت

## أعلام
- فارس الخوري.
- مصطفى نجا.
- عبد الحميد كرامي.
- ابراهيم اليازجي.
- رياض الصلح.
- شكيب أرسلان.
- حسن كامل الصباح.
- سليم علي سلام.
- حسن شاكر حماد (1870-1942).
- عبد الرحمن الحاج إبراهيم (1868–1949).[2]